# غلامحسین کرباسچی

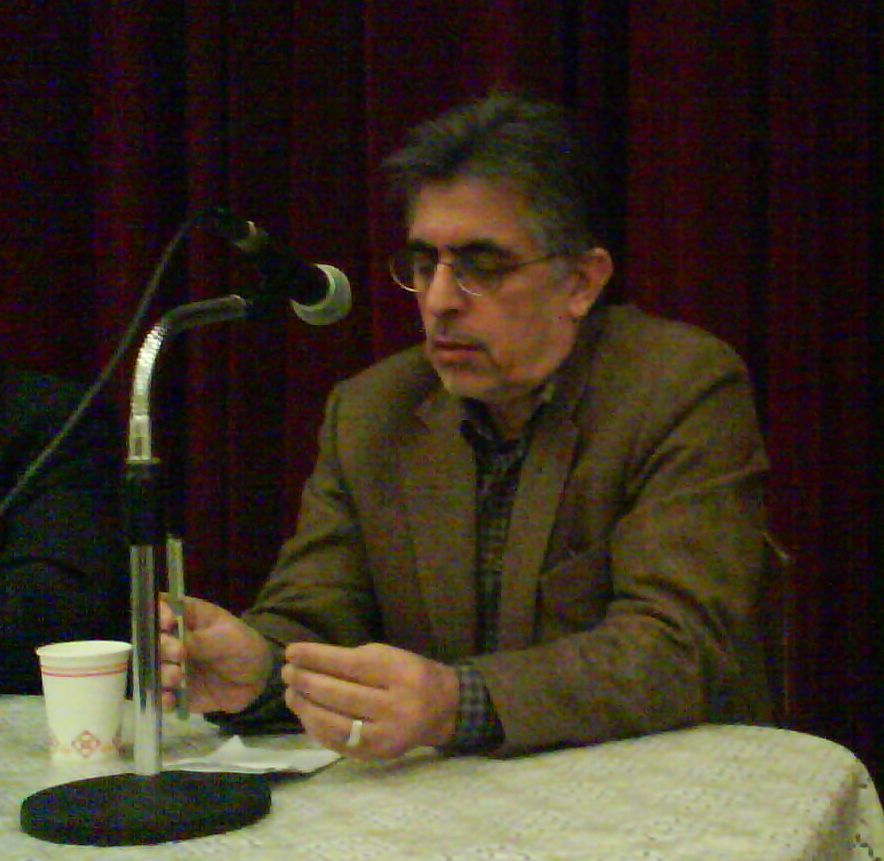
کرباسچی در دانشگاه صنعتی شریف، سال ۱۳۸۸

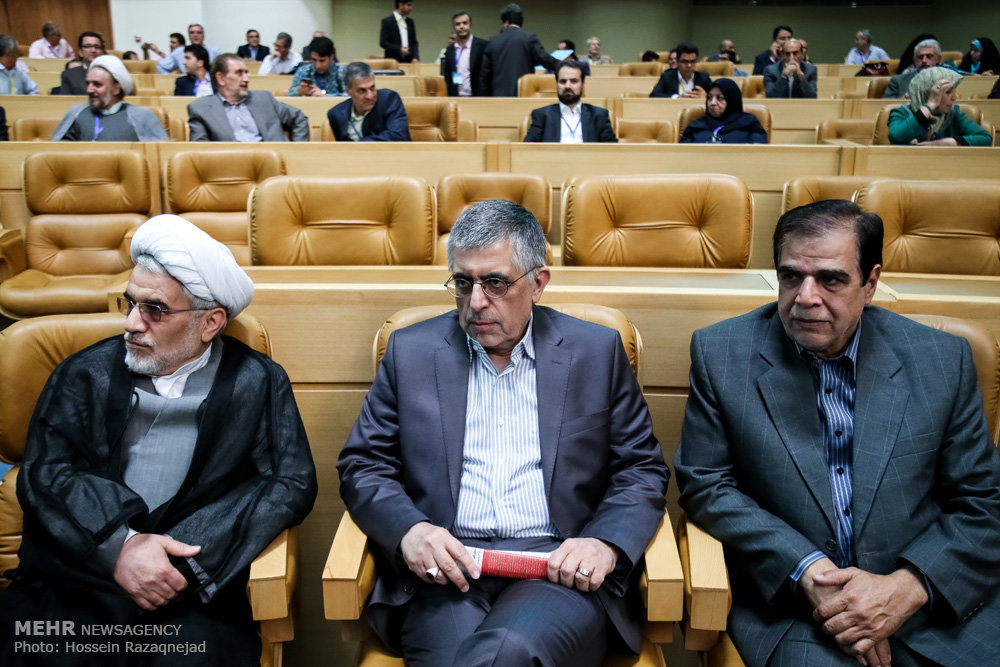
کرباسچی در کنار عبدالله نوری

غلامحسین کرباسچی (زادهٔ ۱۳۳۲) سیاستمدار و روحانی سابق ایرانی است. وی در دولت‌های سوم و چهارم از ۱۳۶۱ تا ۱۳۶۸ استاندار اصفهان بود و در فاصله سال‌های ۱۳۶۸ تا ۱۳۷۷ به عنوان شهردار تهران فعالیت می‌کرد.

## زندگی
غلامحسین کرباسچی در سال ۱۳۳۲ در قم زاده شد. پدرش محمدصادق کرباسچی (ملقب به تهرانی) از افراد نزدیک به بیت سید روح‌الله خمینی در شهر قم بود. وی پس از پایان تحصیلات ابتدایی به حوزه علمیه قم وارد شد و در مدرسه علمیه حقانی مشغول به تحصیل گردید. او سه ساله درس حسینعلی منتظری و حسین وحید خراسانی را گذراند. کرباسچی سال ۱۳۵۱ با تشویق سید محمد بهشتی به دانشگاه رفت و در رشته علوم ریاضی کاربردی در دانشگاه تهران مشغول به تحصیل شد. همسر وی خیرالنساء عسگریان از مالکان سابق رشت الکتریک است.
کرباسچی فعالیت سیاسی خود را از سنین نوجوانی و در مخالفت با حکومت پهلوی آغاز نمود و چندین بار به علت سخنرانی به شهربانی احضار شد. وی پیش از وقوع انقلاب ۱۳۵۷ در مجموع ۳ بار توسط ساواک دستگیر شد. نخستین بار در اسفند ماه ۱۳۵۲ دو ماه در کمیته مشترک ضد خرابکاری و دو ماه نیز در زندان اوین زندانی بود و آخرین بار از ۱۳۵۳ تا ۱۳۵۵ را در زندان سپری کرد.

## فعالیت‌های اجرایی
کرباسچی در سال ۱۳۵۷ از طرف سید احمد خمینی به عضویت کمیته استقبال از روح‌الله خمینی درآمد. پس از بازگشت وی به تهران، در دفتر روح‌الله خمینی فعالیت می‌کرد و هنگامی که خمینی راهی قم شد، کرباسچی نیز از همراهان وی بشمار می‌آمد. وی سپس به سازمان رادیو تلویزیون رفت و شروع به ساخت برنامه‌های مذهبی نمود. کرباسچی که هنگام رفتن به دانشگاه، لباس روحانیت را نمی‌پوشید، هنگامی که فعالیت در رادیو تلویزیون را آغاز نمود، با توجه به شرایط بار دیگر لباس روحانیت را کنار گذاشت، که از آن پس این ترک لباس برای وی همیشگی شد و همچنان نیز ادامه دارد.

## استانداری اصفهان
کرباسچی در سال ۱۳۶۱ با فرمان و نظر مستقیم روح‌الله خمینی به عنوان استاندار اصفهان منصوب گردید و تا سال ۱۳۶۸ در این جایگاه فعالیت نمود. پس از پایان جنگ ایران و عراق در سال ۱۳۶۸ از استانداری اصفهان به شهرداری تهران منتقل شد.

## شهرداری تهران
غلامحسین کرباسچی پس از انتصاب بعنوان شهردار تهران، طرح جامع شهر تهران را که در زمان شهرداری غلامرضا نیک‌پی طرح‌ریزی شده‌بود ادامه داد، که در کنار گذاردن پیشنهادهای مطرح شده بعد از پایان جنگ مبنی بر انتقال پایتخت از تهران به شهری دیگر تأثیرگذار بود. او در دوران شهرداری تهران و در جریان اقدامات خود از حمایت هاشمی رفسنجانی بر خوردار بود. در دوران وی برای اولین بار شهردار تهران در هیئت دولت در کنار وزرا و معاونان رئیس‌جمهور حضور یافت. این وضعیت تا انتصاب محمود احمدی‌نژاد به شهرداری تهران ادامه داشت.
در آستانهٔ برگزاری انتخابات مجلس پنجم، وی به همراه عده‌ای دیگر از وزرا و معاونان هاشمی رفسنجانی، حزب کارگزاران سازندگی ایران را تأسیس کرد و در کنار جامعهٔ روحانیت مبارز تهران به ارائه لیست انتخاباتی پرداخت. پس از کناره‌گیری وزرای دولت هاشمی رفسنجانی از حزب کارگزاران، غلامحسین کرباسچی عملاً به عنوان چهرهٔ اول حزب مطرح شد.
تأسیس مؤسسه همشهری و انتشار روزنامه همشهری و نشریات و ویژه نامه‌های وابسته به آن و راه اندازی فرهنگسراها و خانه‌های فرهنگ در تهران از اقدامات وی بود. به دلیل تعارض میان نحوه مدیریت اماکن فرهنگی شهرداری با خواست‌های مدافعین نظریه «مبارزه با تهاجم فرهنگی» سید علی خامنه‌ای، مجلس پنجم سازمان فرهنگی-هنری شهرداری تهران را از کنترل شهردار خارج کرد. از نظر آنان فرهنگسراها به رقیبی برای مساجد و پایگاه‌های بسیج تبدیل شده و از طرح کاخ جوانان که قبل از انقلاب در ایران ساخته شده بود، اقتباس شده‌اند. گروه انصار حزب‌الله نیز تظاهرات‌هایی را در مقابل مؤسسه همشهری راه اندازی کرد. کرباسچی در دوران کاری خود، بیشترین پروژه‌های شهری را اجرا و تهران را بدون پول نفت ولی با فروش تراکم، اداره کرد؛ به همین دلیل هم انتقادهای بسیاری بر او وارد است. وی با این که منصوب دولت بود، ولی حتی آب و برق سازمان‌های دولتی بدهکار را قطع می‌کرد. کرباسچی در مصاحبه‌هایش اشاره کرده‌است که مشکل تهران، بی‌برنامگی و توسعه‌نیافتگی است.

### عملکرد
در دوره شهرداری کرباسچی که با آغاز دوران سازندگی همراه بود، اقداماتی مهمی همچون احیای طرح جامع شهر تهران، گسترش شبکه بزرگراهی تهران مانند بزرگراه نواب صفوی، ارتقای کیفیت محیط زیست، تقویت جایگاه شهرداری در تصمیمات اداری، تأسیس مؤسسه همشهری و انتشار روزنامه همشهری به عنوان نخستین روزنامه رنگی ایران و نشریات وابسته، ایجاد فروشگاه شهروند، راه‌اندازی فرهنگسراها و خانه‌های فرهنگ، توسعه فضای سبز صورت و طرح ایجاد برج میلاد در دوره مدیریت وی صورت گرفت. فروش تراکم منفی‌ترین نکته کارنامه وی به‌شمار می‌آمد. جرقه ایجاد فرهنگسراها در دوران مسئولیت او زده شد و به مرحله عمل رسید. وی طرح گسترش فرهنگسراها را به شهرداری برد و چندین فرهنگسرا از جمله بهمن و خاوران را پایه‌گذاری کرد. وی همچنین بودجه ۵ میلیارد و ۶۰۰ میلیون تومانی را برای جمع‌آوری آشغال از سطح خیابان و لایروبی‌ها تخصیص داده بود. توسعه فضای سبز در تهران با تصدی غلامحسین کرباسچی در شهرداری تهران از سال ۱۳۶۸ شروع شد که تا سال ۱۳۷۸، این روند، پیشرفت چشمگیری داشت.

## زندان
محاکمه غلامحسین کرباسچی در سال ۱۳۷۷ انجام شد و به اتهام فساد مالی به زندان محکوم شد. وی تا سال ۱۳۷۹ بیش از ۲ سال را در زندان اوین سپری نمود. در روزنوشت هاشمی رفسنجانی مربوط به ۳ دی ۱۳۷۷ آمده‌است که از رهبری قول عفو کرباسچی را گرفته‌است. در اسفند سال ۱۳۸۵ دادگاه مطبوعات، روزنامه هم‌میهن را که کرباسچی مدیرمسئول آن بود، از اتهاماتی که در سال ۱۳۷۹ مبنای توقیف آن شده بود تبرئه کرد. این روزنامه از اواخر اردیبهشت ۱۳۸۶ به سردبیری محمد قوچانی دوباره منتشر شد، ولی پس از انتشار ۴۳ شماره قاضی مرتضوی دادستان تهران به دلیل نقض دادرسی آن را دوباره توقیف کرد.

## انتخابات ۱۳۸۸
کرباسچی در انتخابات ریاست جمهوری ایران (۱۳۸۸) از نامزدی مهدی کروبی حمایت کرد و به عنوان معاون اول او در صورت پیروزی معرفی شده بود.
پس از ایجاد گشایش‌هایی در حصر کاندیداهای معترض به نتایج انتخابات ریاست جمهوری سال ۸۸، مهدی کروبی به منزل غلامحسین کرباسچی رفت و با وی و خانوادهٔ ایشان دیدار داشت.

## بازداشت
پس از تأیید حکم قطعی برای غلامحسین کرباسچی به دلیل اظهارنظر در رابطه با داعش، به استناد ماده ۵۰۰ قانون مجازات اسلامی در تاریخ ۲۲ مرداد ماه۱۳۹۷
، وی دوشنبه اول بهمن ۱۳۹۷برای اجرای این حکم بازداشت و روانه زندان شد، ولی پس از چندی آزاد گردید.

## نگارخانه

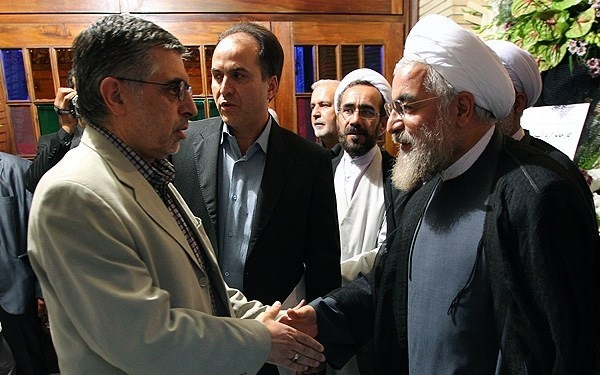
کرباسچی در دیدار با حسن روحانی
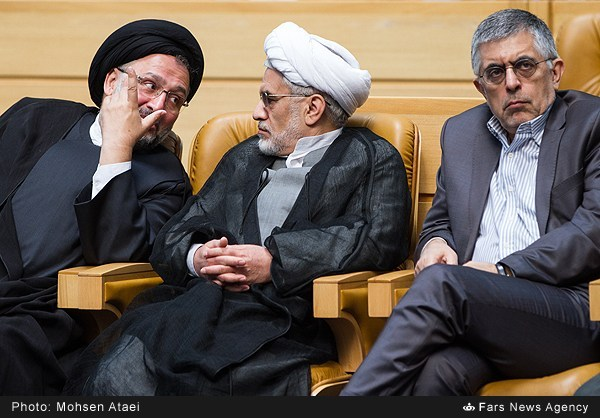
اولین کنگره حزب اتحاد ملت ایران در بیست و نهم مرداد ماه با حضور شهیندخت مولاوردی، محمدرضا عارف، محمدعلی ابطحی، غلامحسین کرباسچی و جمعی از فعالان اصلاح طلب و چهره‌های حزب مشارکت در سالن اجلاس سران
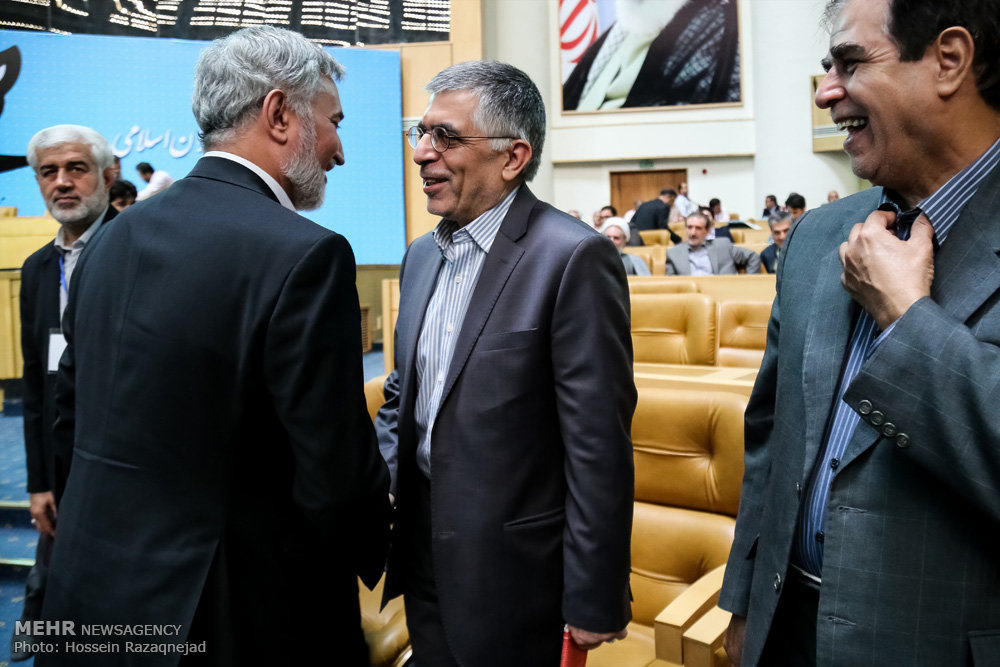
کرباسچی در کنگره حزب اتحاد ملت ایران
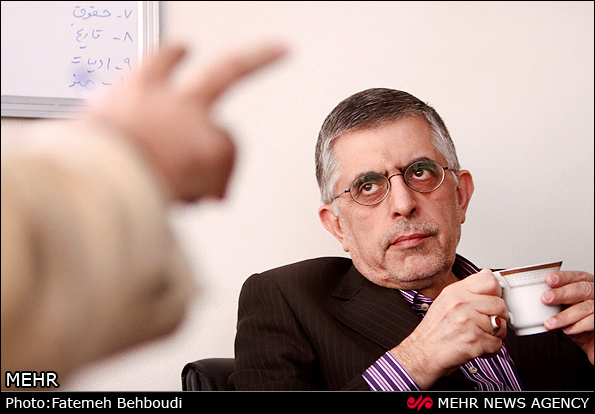
کرباسچی در مصاحبه با خبرگزاری مهر
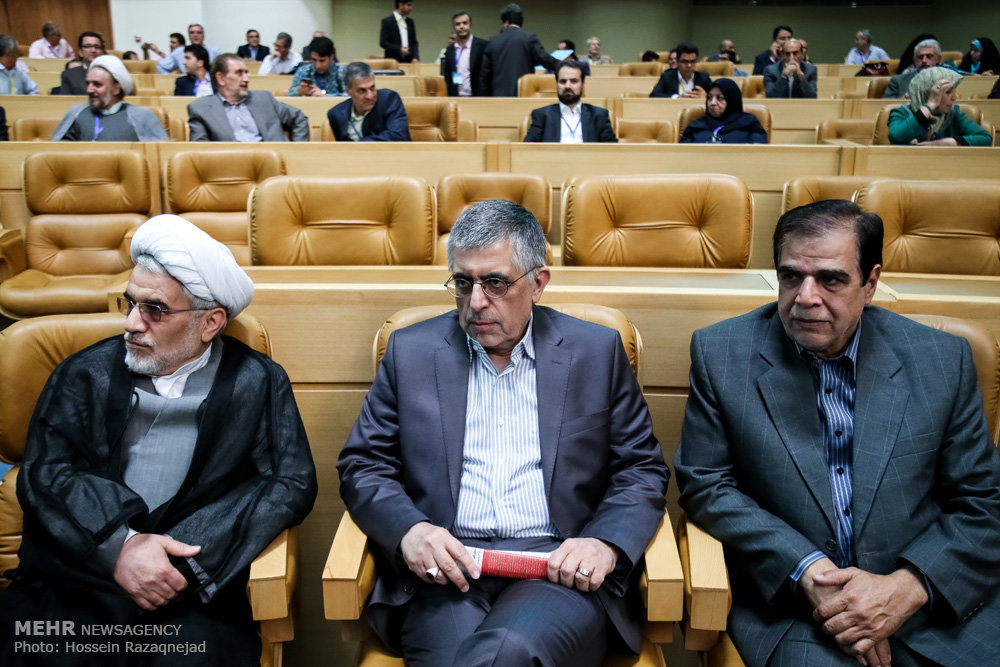
کرباسچی در کنار عبدالله نوری
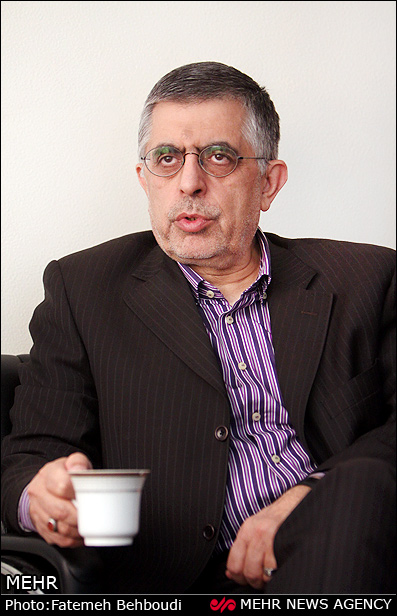
کرباسچی در مصاحبه با خبرگزاری مهر
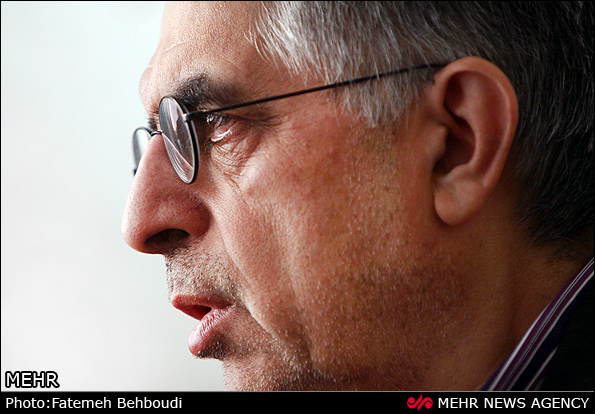
کرباسچی در مصاحبه با خبرگزاری مهر